# 炒牛奶
炒牛奶，又稱炒鮮奶，是一種源於廣東省順德大良鎮的菜式，属濕炒法的典型菜餚。
做法是把水牛奶混以蛋白和濕澱粉，配以蝦仁、雞肝、蟹肉、欖仁、火腿茸等佐料，以小火炒至凝結成半固體狀即成。衍生的食制有炸牛奶。